# Bakoňský les
Bakoňský les (maďarsky Bakony nebo Bakonyerdő) je krasové pohoří v západním Maďarsku, v župách Veszprém a Győr-Moson-Sopron. 

## Název
Název je může být odvozen od slovanského slova bukovina, a být do maďarštiny převzat jako přejímka. Podle jiných teorií je odvozen od slova názvu vesnice Bokon.

## Poloha a vodstvo
Pohoří se táhne od jihozápadu na severovýchod v délce zhruba 110 km. Jižně od pohoří leží jezero Balaton. Pohoří má rozlohu 4000 km². 
Nejvyšší horou Bakoňského lesa je Kőris-hegy je vysoká 709 m n. m. Pohoří se dělí na dvě části, a to na severní a jižní Bakoňský les; dělicí linie je mezi městy Várpalota-Veszprém-Ajka-Devecser. 
V centrální části pohoří leží město Zirc s muzeem Bakoňského lesa.
Pohořím neprotéká žádná větší řeka, pramení zde ale nespočet potoků, které se buď vlévají na severní straně do přítoků Dunaje nebo na straně jižní do jezera Balaton. Mezi uvedené potoky patří například Cuha, Gaja-patak, Gella-patak, Gerence-patak, Bakony-patak, Nádor-patak, Veszprémi-séd a další.

## Klimatické poměry
Pohoří leží přesně kolmo k typickému regionálnímu směru větru. V důsledku toho je nejvíce srážek typických v severozápadních oblastech pohoří (místy přesahují 800 mm za rok), zatímco jihovýchodní část, zejména náhorní plošina okolo města Veszprém, je suchá (se srážkami s úhrnem pod 600 mm). Průměrná roční teplota v severní části pohoří číní 8,5 °C, v jižní se blíží 10 °C. Na svazích nad Balatonem převládají vlivy středomořského podnebí, takže léto je zde ještě teplejší a zima o něco mírnější.

## Obyvatelstvo
Pohoří je osídleno. Do roku 1945 se zde nacházelo německé obyvatelstvo, které bylo později vyhnáno (tzv. Dunajští Švábové).

## Geologie
Hory jsou tvořeny většinou vápencem a dolomitem. Pohoří vzniklo vulkanickou činností před 3,8 miliony let. V jižních částech Bakoňského lesa se nachází také čediče. Vzhledem k přítomnosti vápence a specifické erozi se zde nachází větší počet jeskyň, celkem 15 jich zde je chráněných a významných.

## Doprava
Pohořím je vedena řada dopravních tahů, většinou v severo-jižním směru. Mezi takové patří například trať z Győru do Veszprému nebo trať z Veszprému dále na západ do vesnice Boba. Mimo jiné jeden z vlaků InterCity nese název Bakony.
Mezi silnice celostátního významu překonávající Bakoňský les, patří č. 8, 82 a 83.

## Hospodářství
V pohoří se nachází doly na hnědé uhlí, bauxit a mangan. Vzhledem k těmto ložiskům surovin se rozvinul i navazující průmysl v Ajce a Veszprému. 
Velká část oblasti dnešního pohoří se také využívá pro zemědělství a rovné plochy slouží jako pole. Na jihovýchodním svazích jsou vinohrady. Leží zde vinařská oblast Badacsony.
Pohoří je velmi hustě turisticky značeno. Je tudy vedena národní modrá stezka (maďarsky Országos Kéktúra).